# Édouard de Mercx de Corbais
Édouard de Mercx de Corbais, né le 22 mai 1788 à Bruxelles et mort le 6 février 1855 à Namur, est un général belge.

## Biographie
Édouard de Mercx est le fils de Louis de Mercx, président de la Cour supérieure de justice de Bruxelles, conseiller privé de Sa Majesté l'empereur d'Autriche, et de Marie Anne Piéret. Il épouse la sœur du vicomte Hippolyte de Baré de Comogne.
Admis comme cadet au régiment des uhlans du comte de Merveldt en 1801, il participe à l'ensemble des combats de ce régiment jusqu'à la bataille d'Austerlitz. Passé capitaine au régiment des chasseurs d'Arnauts en 1809, il y sert en qualité de chef d'escadron lorsque, obéissant au décret de 1810, il passe à l'armée française en novembre 1811. 
Au cours de la campagne de Russie, il est blessé, fait prisonnier et déporté à Saratov, puis à Astrakhan. Il s'empare d'un courrier important et se fait remarquer par Napoléon Bonaparte à Dresde, qui le décore. Promu au grade de lieutenant-colonel, il prend part à la campagne de France. 
À la suite de Napoléon Bonaparte, il quitte de l'armée française et passe au service à celle du Royaume uni des Pays-Bas en qualité de major avec rang de lieutenant-colonel au 5e régiment des chevau-légers van der Burch, qu'il commande avec distinction. Il est grièvement blessé et mis hors de combat lors d'une charge au cours de la bataille des Quatre Bras. 
Promu colonel en 1815, il démissionne de l'armée néerlandaise en 1820, avant de reprendre du service dans les troupes belge avec le grade de général-major le 17 mai 1831.
Il est pensionné en 1848.

## Sources
1. ↑  Ferdinand Rapedius de Berg, Pierre Auguste Florent Gérard, Mémoires et documents pour servir à l'histoire de la révolution brabançonne, volume 2, Demanet, 1843

- Roland-Marchot, Notice biographique sur le général-major Edouard de Mercx de Corbais, Wesmael-Legros, 1855
- Hippolyte Vigneron, La Belgique militaire, biographies du Roi, des Généraux ..., et des Officiers supérieurs qui ont contribué à fonder l’indépendance nationale. Volume 2, 1856
- François de Bas, T'Serclaes de Wommersom, La campagne de 1815 aux Pays-Bas d'après les rapports officiels néelandais: Annexes et notes, 1908
- Auguste Joseph De Reume, Nécrologe des officiers de l'armée belge, 1865

- Stèle Édouard de MERCX de CORBAIS, Connaître la Wallonie